# Cotness
Cotness – osada w Anglii, w hrabstwie East Riding of Yorkshire. Leży 31 km na zachód od miasta Hull i 249 km na północ od Londynu.